# كلية العلوم (جامعة الزقازيق)
كلية العلوم بجامعة الزقازيق تعد من أهم كليات الجامعة وأقدمها وقد أنشئت الكلية عام 1974م (مع تأسيس جامعة الزقازيق بالقانون رقم 18 لسنة 1974م) وتضم الكلية عدد 7 أقسام وهي قسم الكيمياء وقسم الرياضيات وقسم علم الحيوان وقسم الجيولوجيا وقسم الفيزياء وقسم النبات وقسم علوم الحاسب بجانب الأقسام المزدوجة.
يمنح خريج كلية العلوم لقب أخصائي علمى (scientist) في مجال التخصص بمجرد حصوله على درجة البكالوريوس في العلوم، وهو لقب خاص بخريجي كليات العلوم فقط. ويقيد بنقابة المهن العلمية بشعبة الاختصاص طبقا لأحكام المواد 6 و11 من القانون 80 لسنة 69، والمعدل بالقانون 120 لسنة 83. ورفضت النقابة مؤخرا ضم خريجى كليات العلوم الطبية (تكنولوجيا العلوم الصحية حاليا) لتحول مسارها الأكاديمي لمسار فنى أو تكنولوجي مساعد.[بحاجة لمصدر]

## أهدافها
1. إعداد خريجين علي درجة عالية من الجودة ذو مهارات تقنية عالية في جميع التخصصات التي تتعلق بالعلوم الأساسية والتي يحتاجها سوق العمل المحلي والإقليمي.
2. أعداد خريجين للتخصصات المتبادلة بين المحاور العلمية المتباينة متفهمين لهذه العلاقة بين التخصصات المختلفة للعلوم (فيزياء كيمياء رياضيات) وكذلك العلوم التطبيقية والتي تحتاج دائما الي تجديد المعلومات والمهارات.
3. رفع كفاءة هيئة التدريس والعاملين وسبل البحث العلمي لخدمة متطلبات الوطن واحتياجاته في شتي مجالات الحياة التجارية والصناعية وتحسين سبل معيشة المواطنين.

## رسالة الكلية
كلية العلوم جامعة الزقازيق مؤسسة تعليمية حكومية تقوم بتقديم برامج دراسية متطورة لإعداد خريجين قادرين على المنافسة وتلبية احتياجات سوق العمل وباحثين ذوي كفاءة عالية في إجراء بحوث علمية متميزة لخدمة المجتمع محليا ودوليا.

## رؤية الكلية
تسعى كلية العلوم جامعة الزقازيق أن تكون مؤسسة معتمدة ورائدة في مجالات التعليم والبحث العلمي والخدمة المجتمعية محليا ودوليا.

## أقسام الكلية
- قسم الرياضيات و الاحصاء
- قسم الرياضيات والفيزياء
- قسم الرياضيات الخاصه
- قسم الرياضيات وعلوم الحاسب
- قسم الكمياء و علوم الحاسب
- قسم الفيزياء والكيمياء
- قسم النبات الخاص
- قسم النبات والكيمياء
- قسم الحيوان الخاص
- قسم الحشرات و الكيمياء
- قسم الكمياء الحيويه والكمياء
- قسم الكمياء الخاصة
- قسم الكمياء والميكروبيولوجي
- قسم الكيمياء الحيويه والميكروبيولوجي
- قسم الكمياء والجيولوجيا (جيوكمياء)
- قسم الفزياء والجيولوجيا (جيوفزياء)
- قسم الجيولوجيا الخاص
- قسم الكيمياء
- قسم الجيولوجيا
- قسم علوم الحاسب
- قسم الكيمياء و الحيوان
- قسم التقنية الحيوية
- قسم الاستزراع المائي
- قسم الكيمياء و علوم الحاسب
- قسم الفيزياء و علوم الحاسب
- قسم الفيزياء و الفيزياء الحيوية

## إدارة الكلية
- عميد الكلية:جمال عبد العزيز عنان
- وكيل الكلية لشؤون التعليم والطلاب: إبراھيم إسماعيل على بشطر
- وكيل الكلية لشؤون خدمة المجتمع وتنمية البيئة: محمد فاروق إبراهيم
- وكيل الكلية للدراسات العليا والبحوث: صديق عطية صديق